# 不列顛哥倫比亞狼
不列顛哥倫比亞狼（學名：Canis lupus columbianus）是灰狼的一個亞種。它生活在大陸海岸和近岸島嶼。這些島嶼通常被溫帶雨林覆蓋着，從不列顛哥倫比亞省的溫哥華島一直延伸到至阿拉斯加東南部的亞歷山大群島（以海岸山脈為界）都有不列顛哥倫比亞狼的蹤跡。

## 分類學
1941年，愛德華·戈德曼首次將不列顛哥倫比亞狼列為一個獨立的亞種。根據戈德曼的描述，不列顛哥倫比亞狼擁有較大的體型，與阿拉斯加内陆狼非常相似的頭骨和通常呈現肉桂色的皮毛。這種狼在分類學參考書世界哺乳動物物種（2005年）中被認為是狼的亞種。
根據線粒體DNA的研究顯示，生活在阿拉斯加東南部沿海的狼在遺傳上與內陸灰狼不同，這也證實了在其他分類群中觀察到的分類單元。這項研究也顯示出它与曾經生活在南部（俄克拉荷马州）但已滅絕的狼有系统发育的关系。这表明不列顛哥倫比亞狼是曾经广泛群体但已於上个世纪基本灭绝的狼最後的分支。北美北部的狼最初是在末次冰盛期结束时因冰川融化从威斯康星州冰川的南部遷移的。但这些发现对诺瓦克提出的C. l. nulibus的分类有所不同。一项研究发现，不列颠哥伦比亚省沿海的狼在遗传和生态上与包括来自不列颠哥伦比亚省内陆的其他狼均不同。对三種沿海狼的研究表明，在地理和生态上毗连的地区之间存在密切的系统发育关系。在该研究中，研究者提出亚历山大群岛狼、不列颠哥伦比亚狼和温哥华岛狼都应該被视为獨立的灰狼亚种。
2016年，两项研究比较了42000隻北美灰狼的单核苷酸多态性的核酸序列，发现沿海狼在遗传和表型上与其他狼不同。它们共享相同的栖息地和猎物物种，并构成了该研究的六个已确定的生态型之一，一个因不同类型的栖息地而与其他种群分离的遗传和生态上不同的种群。狼生态型的局部适应很可能反映了狼倾向于留在它出生的栖息地类型中。住在潮湿的沿海环境中捕食鱼类和小鹿的狼往往比其他狼的體型小。

## 描述
不列颠哥伦比亚狼是北美狼最大的亚种之一。它的重约80（36公斤）至150磅（68公斤），长152厘米至178厘米，它的皮毛很长，通常是黑色，与灰色或棕色混合的。